# Židovská Čtvrť (Jeruzalém)
Židovská Čtvrť (hebrejsky הרובע היהודי‎, ha-Rova ha-Jehudi, arabsky حارة اليهود‎, Hárat al-Jahúd) je část Starého Města v Jeruzalémě. V průběhu několika posledních staletí se proměnila v místo, do kterého se soustředili Židé přicházející do Jeruzaléma. Krom mnoha synagog se v Židovské Čtvrti nachází zejména Západní zeď, známá též jako Zeď nářků.

## Historie

### Starověk a středověk
Židovská Čtvrť leží v jihovýchodní oblasti Starého Města. Je známa diskuse mezi archeology o tom, zda hranice Jeruzaléma v období prvního Chrámu sahaly jen blízko za Chrámovou horu, nebo zda zasahovaly až k „západním kopcům“, které zahrnují horu Sijón a Židovskou a Arménskou Čtvrť. Archeologické výzkumy, které byly prováděny po šestidenní válce, nalezly v oblasti Židovské Čtvrti důkazy starého osídlení, avšak nebylo je s čím porovnat. Byly nalezeny také zbytky hradeb z doby prvního Chrámu, obzvlášť působivé jsou zbytky Široké hradby.
Spolu s prvním Chrámem bylo zničeno také osídlení v oblasti dnešní Židovské Čtvrti. Bylo obnoveno znovu až v období Hasmonejců. Tehdy byla oblast čtvrti částí jeruzalémského okrsku známého pod jménem „Horní Město“. Oblast dnešní Židovské Čtvrti se pak dočkala prosperity v období Heroda Velikého, kdy byla v této oblasti stavěna helénistická sídla.

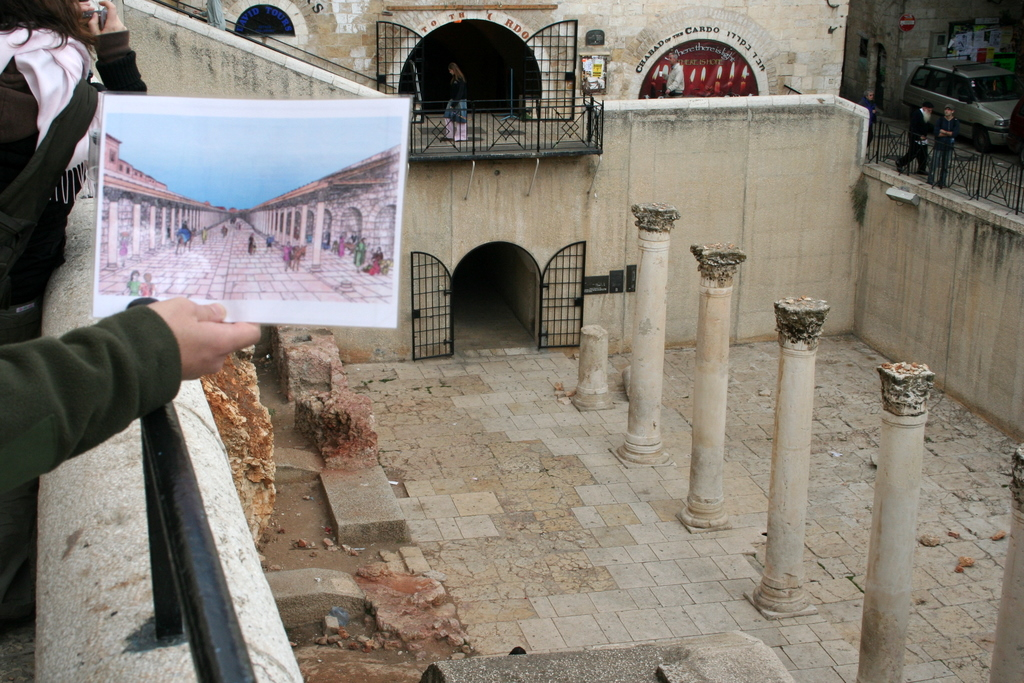
Pozůstatky cardo v Jeruzalémě

Během první židovské války byl celý Jeruzalém zničen Římany. Po druhé židovské válce roku 132 bylo na troskách Jeruzaléma vybudováno římské město Aelia Capitolina, do kterého měli židé vstup zakázán. V samotné oblasti dnešní Židovské Čtvrti však výstavba neprobíhala, takže tato část zůstala pustinou.
V období Byzance se Jeruzalém proměnil díky své posvátnosti pro křesťany v centrum poutníků. Z tohoto rozkvětu měla prospěch i oblast Židovské Čtvrti a v 6. století skrz ni vedla cardo, římská ulice orientována západo-východně, lemovaná sloupořadím, typická pro římská města. Také muslimové čtvrť dále přetvářeli. Křižáci po sobě také zanechali řadu staveb.

### Počátky Židovské Čtvrti
Roku 1267 přišel do Jeruzaléma, ve kterém jen stěží žili, Ramban a postavil v něm synagogu, nazývanou Rambanova synagoga, a zřejmě tak založil Židovskou Čtvrť – Židé se začali v blízkosti synagogy usazovat a jejich ulice byla nazvána „Židovská ulice“. O založení synagogy Ramban napsal:
| „                                             | Nalezli jsme opuštěný dům s mramorovými sloupy a nádhernou klenbou. Rozhodli jsme se, že si z něj uděláme synagogu, neboť město je opuštěné a každý si z trosek bere, co se mu zlíbí. Když jsme se připojili, byla již oprava toho domu započata a do Šechemu [dnešní Náblus] bylo posláno pro svitky Tóry, které tam byly z Jeruzaléma propašovány, když přitáhli Tataři. A hle, postavili synagogu, aby se tam se modlili. Do Jeruzaléma totiž přicházelo stále mnoho lidí, muži i ženy z Damašku, Aramu a všech koutů země , aby viděli Chrám a oplakávali jeho osud. A tak mi Ten, z jehož milosti jsem mohl pohledět na Jeruzalém v troskách, dal spatřit i jeho obnovu a návrat slávy šechiny [Hospodinovy přítomnosti]. | “ |
| — Rabi Moše ben Nachman (Ramban, Nachmanides) | |   |

Je možné, že Rambanova synagoga ležela na troskách synagogy, která pocházela z druhé poloviny 1. tisíciletí. Ještě dávno předtím byla postavena synagoga karaitů a dodnes je největší starověkou synagogou v Židovské Čtvrti.

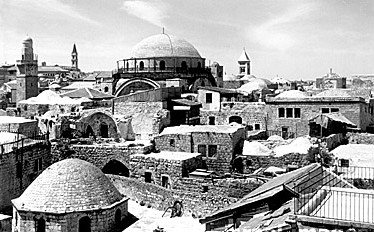
Synagoga Churva před rokem 1948

Sefardští imigranti, vyhnaní ze Španělka, založili svou vlastní synagogu proroka Eliáše a následně také synagogu Jochanana ben Zakkaje. Vznikl tak komplex sefardských synagog, ve kterém se nacházejí ještě dvě další synagogy: Centrální synagoga a Istanbulská synagoga. Roku 1700 přišel do země Jehuda HeChasid a začal se svými žáky budovat synagogu Churva, která byla dokončena o 150 let později a stala se centrem aškenázských židů v Jeruzalémě.

### Devatenácté století
Na začátku 19. století žilo v Židovské Čtvrti 2000 Židů, tj. čtvrtina obyvatel města. Židovské obyvatelstvo se zprvu soustředilo v oblasti sefardských synagog, Aškenázové se pak usidlovali v blízkosti synagogy Churva. Podle popisu cestovatelů byla čtvrť dosti zchátralá. Domy byly rozbité, téměř na spadnutí, a mnohé z nich opuštěné a špinavé. Mnoho Židů žilo v bídě, existovalo však na druhou stranu i pár bohatých. Ve čtvrti se nacházela městská jatka, která ještě více Židy ze čtvrti vyháněla. Díky úsilí konzula a Mosese Montefioreho (významného britského finančníka) bylo v polovině století zajištěno přesunutí jatek mimo město.

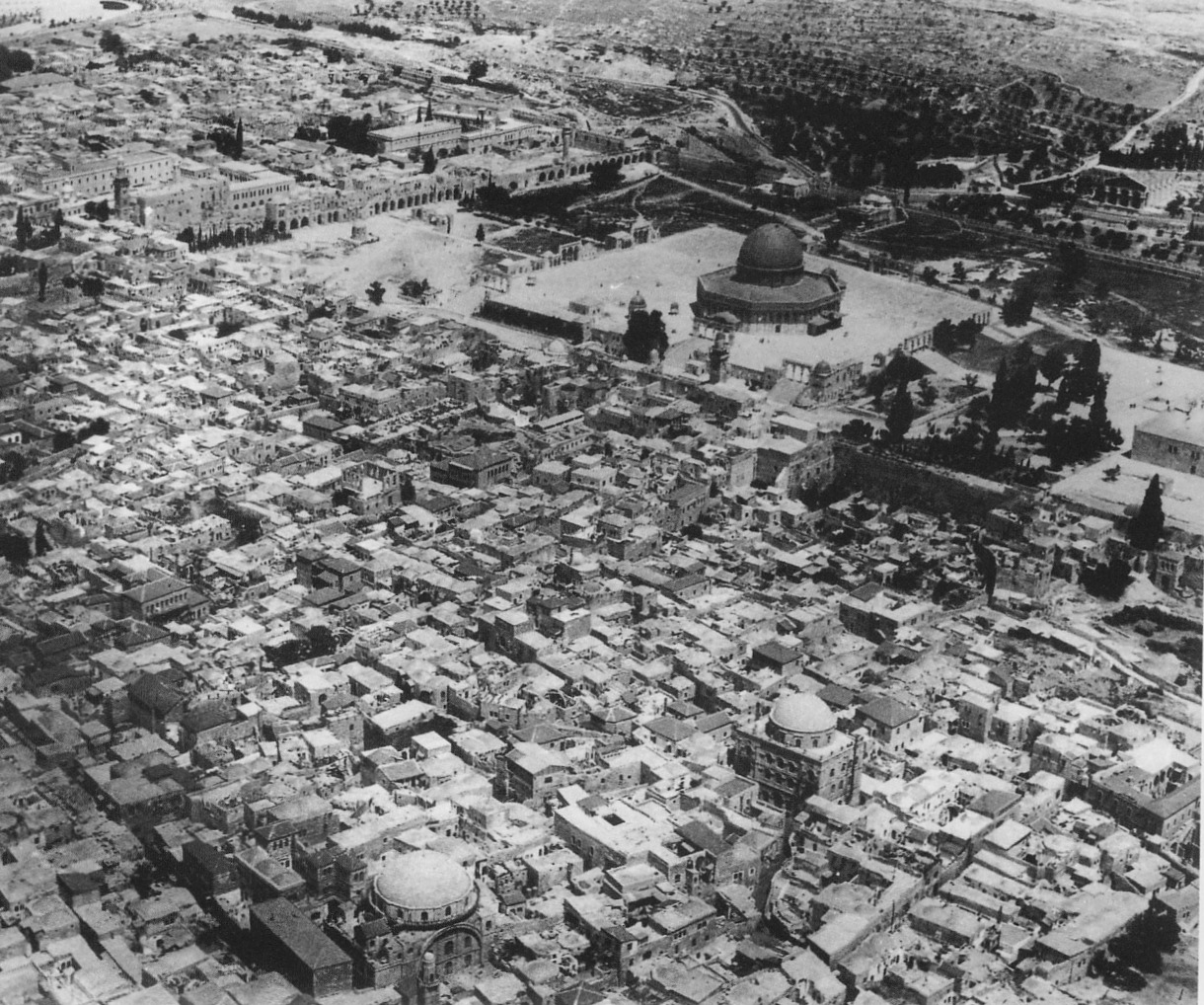
Staré Město na počátku 20. století, ve spodní části Židovská Čtvrť. Dva velké chrámy v této oblasti jsou synagoga Churva a synagoga Tif'eret Jisra'el. Obě zničeny Arabskou legií 1948.

Mnohé domy patřily Arabům, kteří je pronajímali Židům. Aby se zabránilo zneužití této situace ze strany Arabů, kteří chtěli zvednout nájemné, vydal židovský soud nařízení: „Židovskému nájemníkovi přináleží právo si dům nadále pronajímat a jiný Žid nesmí svou nabídkou vyšší ceny toto jeho právo ohrozit.“
V polovině století byly vybudovány na pozemku v jihovýchodní oblasti čtvrti tzv. „Domy útočiště“. Koupi tohoto pozemku a domů, které v něm stály, naplánovalo několik evropských židů a peníze získali z příspěvků určených uprchlým Židům. Domy byly postaveny pro všechny židovské chudé. Byl tak vyřešen problém, který nejvíce Židovskou Čtvrť trápil. Roku 1870 žilo ve čtvrti již 10 000 židovských imigrantů – polovina byli Aškenázové, polovina Sefardové.
Někteří odvážní Židé se pak začali usidlovat i v Muslimské Čtvrti. V Křesťanské Čtvrti se však Židé nezabydlovali, protože židovští představení zapověděli pod hrozbou sankcí, aby se některý Žid usadil v blízkosti chrámu Božího hrobu.

### Úpadek do vzniku Izraele
Na počátku 20. století žilo ve Starém Městě téměř 20 000 Židů, tři čtvrtiny v Židovské Čtvrti, ostatní v Muslimské Čtvrti. Hustota zalidnění se stávala nesnesitelnou, a tak příchod dalších židů způsoboval přesun obyvatel mimo hradby Starého Města. Čtvrť tak zůstala místem chudých a zbožných Židů, dokonce i konzervativní Židé se začali ke konci 19. století stěhovat pryč, např. do čtvrti Me'a Še'arim.

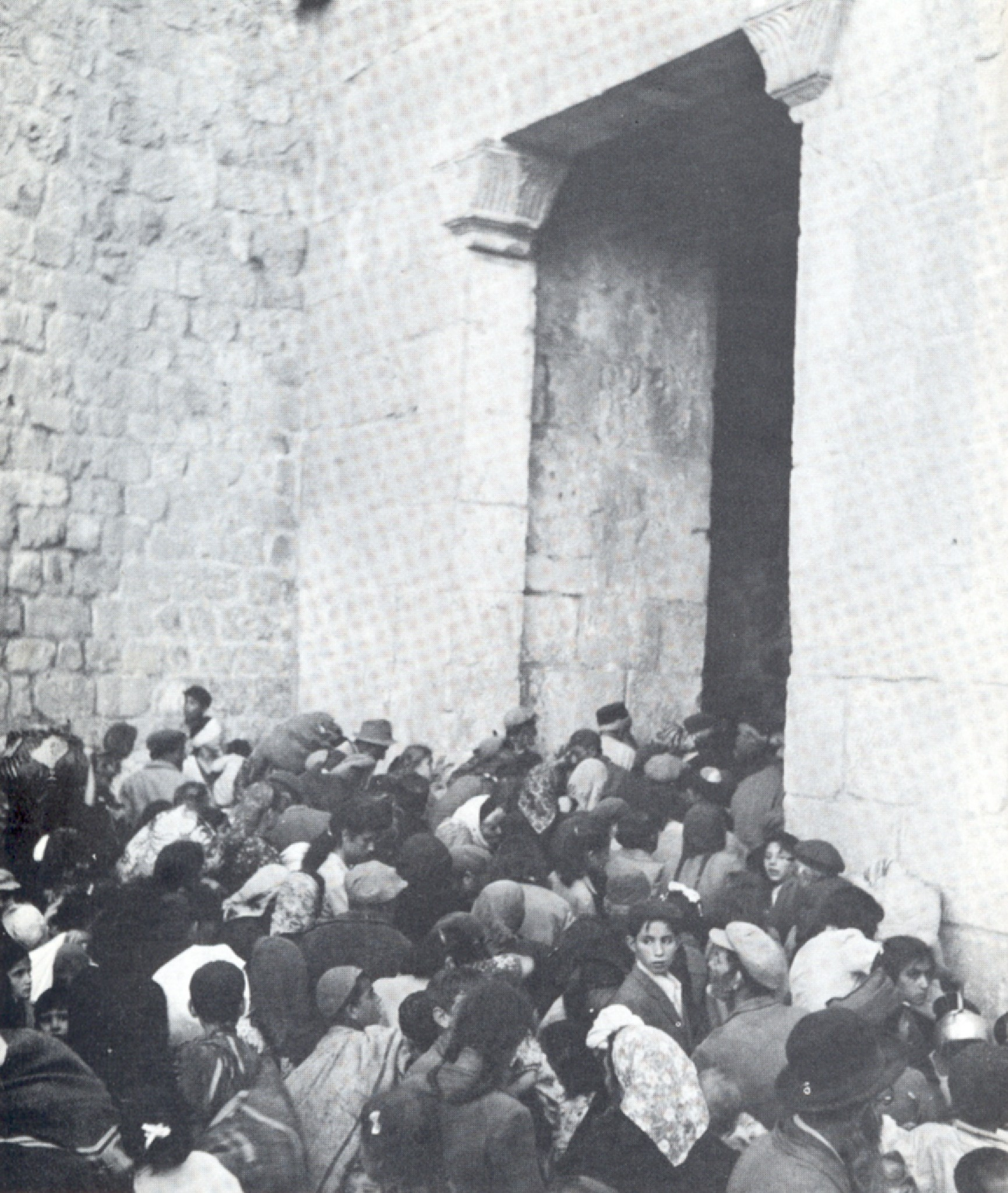
Obyvatelé Židovské Čtvrti prchající skrz Sijónskou bránu (1948)

Během první světové války vládl v Jeruzalémě hrozný hlad, což popisuje jeden spisovatel:
| „              | Ve městě nebylo jediného koutu, ve kterém by nebylo lze vidět chlapce zahalené do cárů hadrů, dřepící jako kostry, jejich natahující se ruce a jejich oči prosící o kousek chleba. A nebylo dne a hodiny, ve které by nebyla smrt, a nosiči nosítek s mrtvými museli spěchat, aby stíhali všechny pohřbívat. | “ |
| — Jicchak Raav | |   |

Protižidovské pogromy z let 1920 a 1921 vedené muslimy způsobily další odliv židovských obyvatel pryč za hradby Starého Města. Když vypukly roku 1929 pouliční bouře, byla ve Starém Městě zorganizována jednotka Hagany, která úspěšně bránila životy Židů – např. 24. srpna bylo v Jeruzalémě zabito 17 Židů, avšak jen jeden z nich ve Starém Městě.
V období velkého arabského povstání v letech 1936 až 1939 byla čtvrť střežena britskými vojáky a obehnána plotem z ostnatého drátu, avšak obchodníci a obyvatelé, kteří bydleli v Muslimské Čtvrti nebo na předměstí Židovské Čtvrti byli nuceni své příbytky opustit.

### Období jordánské vlády
S odchodem Britů 13. května 1948 žilo v Židovské Čtvrti okolo 1700 lidí, které bránilo asi 150 vojáků. 16. května zahájila Arabská legie ofenzivu v rámci izraelské války za nezávislost, jordánské jednotky Židovskou Čtvrť obklíčily a začaly ji ostřelovat. Arabové značnou část čtvrti zničili, a to včetně několika synagog (mezi nimi se jednalo zejména o synagogu Churva). Obyvatelé čtvrti se stali jordánskými zajatci a po dosažení dohody o příměří mezi Izraelem a Jordánskem byli přestěhováni na izraelské území. Poprvé od dob křižáckého Jeruzalémského království tak bylo přerušeno židovské osídlení Starého Města.

### Období po šestidenní válce
Po šestidenní válce, ve které bylo Staré Město získáno Izraelem začala energická obnova čtvrti, která zahrnovala i obnovu synagog zničených jordánskými vojsky. Se stejnou vervou se v celé oblasti Východního Jeruzaléma započal komplexní archeologický výzkum.

## Demografie
Dnes v Židovské Čtvrti přebývá 600 židovských rodin. Plocha této městské části dosahuje 122 dunamů (0,122 kilometru čtverečního).
| Rok            | 2000  | 2002  | 2003  | 2004  | 2005  | 2006  | 2007  | 2008  |
| -------------- | ----- | ----- | ----- | ----- | ----- | ----- | ----- | ----- |
| Počet obyvatel | 2 279 | 2 348 | 2 387 | 2 451 | 2 476 | 2 546 | 2 555 | 2 485 |